# Церква Канделарія (Ріо-де-Жанейро)
Церква Канделарія (порт. Igreja de Nossa Senhora da Candelária) — католицька церква в центрі Ріо-де-Жанейро, Бразилія. Одна з головних релігійних пам'яток міста. Національна пам'ятка (ID 51).

## Походження
Згідно з легендою про походження назви церкви, у XVII столітті морська буря майже потопила корабель «Candelaria», на якому пливли двоє іспанців, які заприсяглися збудувати храм, якщо будуть врятовані. У 1609 році в Ріо-де-Жанейро вони збудували маленьку каплицю.

## XVIII століття
У 1710 році каплиця перетворена на повноцінний прихід. Незабаром назріла необхідність розширення парафії, у 1775 році почалося будівництво нової будівлі церкви з храму.
У 1811 році, у присутності регента, майбутнього короля Португалії Жуана VI ще не добудована церква освячена. На той час церква мала один неф.

## XIX століття
Через деякий час після відкриття до церкви було прибудовано ще два нави. Після зведення куполи в 1877 році церква Канделарія стала найвищою будівлею в Ріо-де-Жанейро. Різні частини купола були виготовлені в Лісабоні, як і кілька статуй.

## Інтер'єр
З 1878 року внутрішнє оздоблення церкви стали прикрашати в стилі італійського неоренесансу. Внутрішній розпис храму виконали різні бразильські та європейські художники.

## Значення
Церква Канделарія одна із основних пам'яток колоніальної архітектури Бразилії.

## Джерело
- Guia da Arquitetura Colonial, Neoclássica e Romântica no Rio de Janeiro . Editor Casa da Palavra. 2000.
- Вступ до colonial architecture of Rio de Janeiro